# Atlides misma
Espèce
Atlides misma est une espèce de papillons de la famille des Lycaenidae, de la sous-famille des Theclinae et du genre Atlides.

## Dénomination
Atlides misma a été décrit par Bernard d'Abrera (d) en 1995.

### Noms vernaculaires
Atlides misma se nomme Misma Hairstreak en anglais.

## Description
Atlides misma est un petit papillon avec une courte fine queue à chaque aile postérieure. Le dessus est bleu outremer veiné et bordé de noir.
Le revers est marron veiné très largement de noir.

## Écologie et distribution
Il réside au Brésil, dans la région de Paraná.

### Protection
Pas de statut de protection particulier.